# 평행 이동

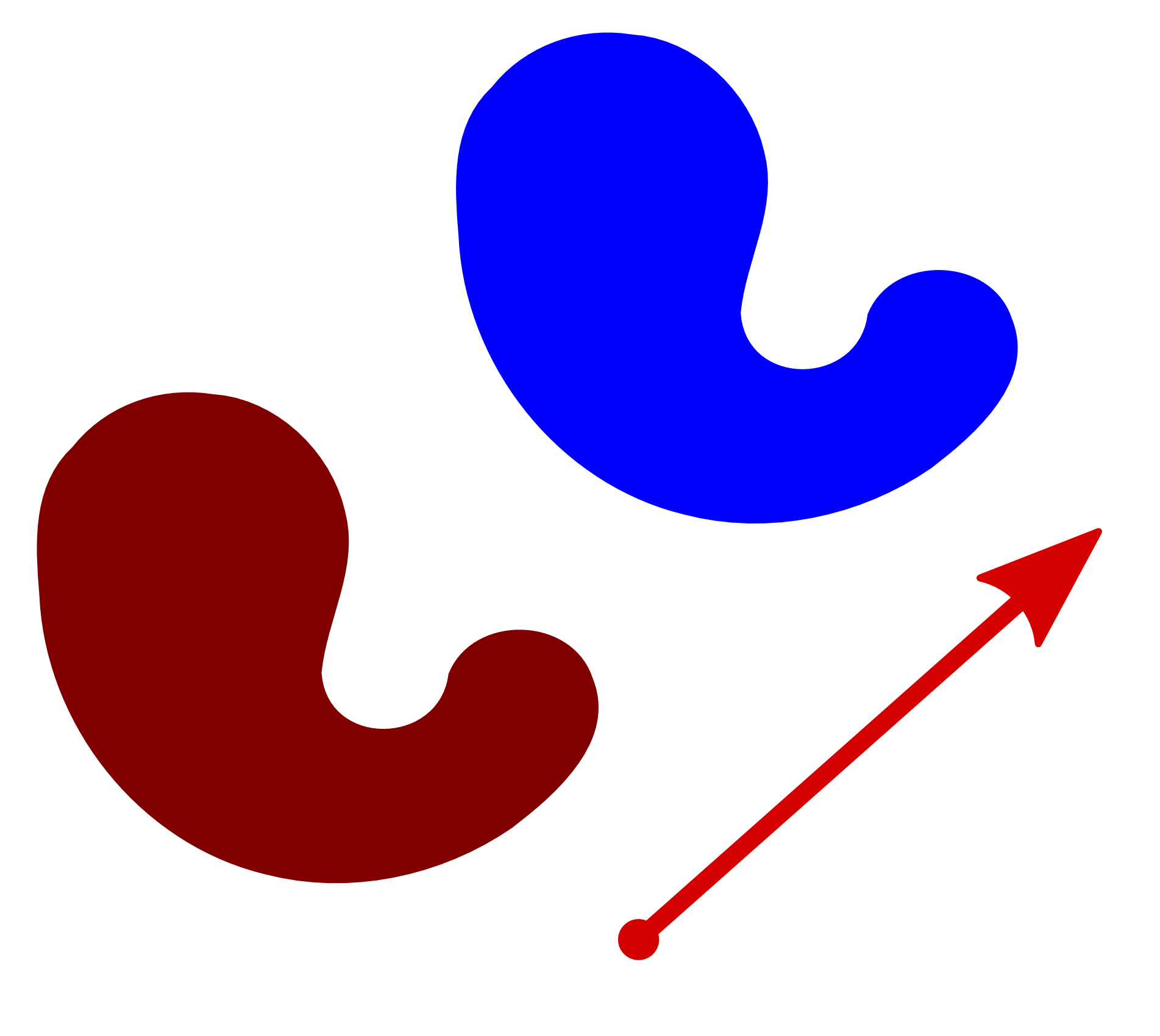

평행 이동(平行 移動, 영어: translation)은 기하학에서 모든 점을 같은 방향으로 같은 거리 이동시키는 함수를 가리킨다. 병진(竝進) 이라고도 한다.
고정점이 없는 아핀 변환이다. 행렬 곱셈은 원점을 고정점으로 가지기 때문에 이를 바로 사용할 수 없다. 가장 좋은 회피방법은 동차좌표에서 병진 벡터를 같이 나타내서 곱하는 것으로, 원래 이동하는 차원이 n차원이라면 n+1차 정사각행렬을 사용한다.
평행 이동 연산자 {\displaystyle T_{\mathbf {\delta } }}는 다음과 같이 표현된다.
{\displaystyle T_{\mathbf {\delta } }f(\mathbf {v} )=f(\mathbf {v} +\mathbf {\delta } )}
만약 v가 고정된 벡터라면, 평행 이동 Tv는 Tv(p) = p + v로 표현 가능하다.

## 물리학
병진 운동은 물체의 변위만 달라질 뿐 회전은 없는 운동을 말한다. 물체의 지점에 대해서만 병진 조작을 한 것이다.

## 같이 보기
- 회전 이동
- 대칭 이동